# Saint-Lambert-des-Levées
Saint-Lambert-des-Levées is een plaats en voormalige gemeente in het Franse departement Maine-et-Loire in de regio Pays de la Loire en telt 268 inwoners (2004). De plaats maakt deel uit van het arrondissement Saumur.

## Geschiedenis
Tot 1973 was Saint-Lambert-des-Levées een zelfstandige gemeente. Op 1 februari 1973 ging op in de gemeente Saumur in een fusion-association. Dit hield in dat Saint-Lambert-des-Levées als commune associée nog enige mate van zelfstandigheid behield.. Op 1 januari 2014 werd de status van de deelgemeenten van Saumur aangepast naar commune déléguée.

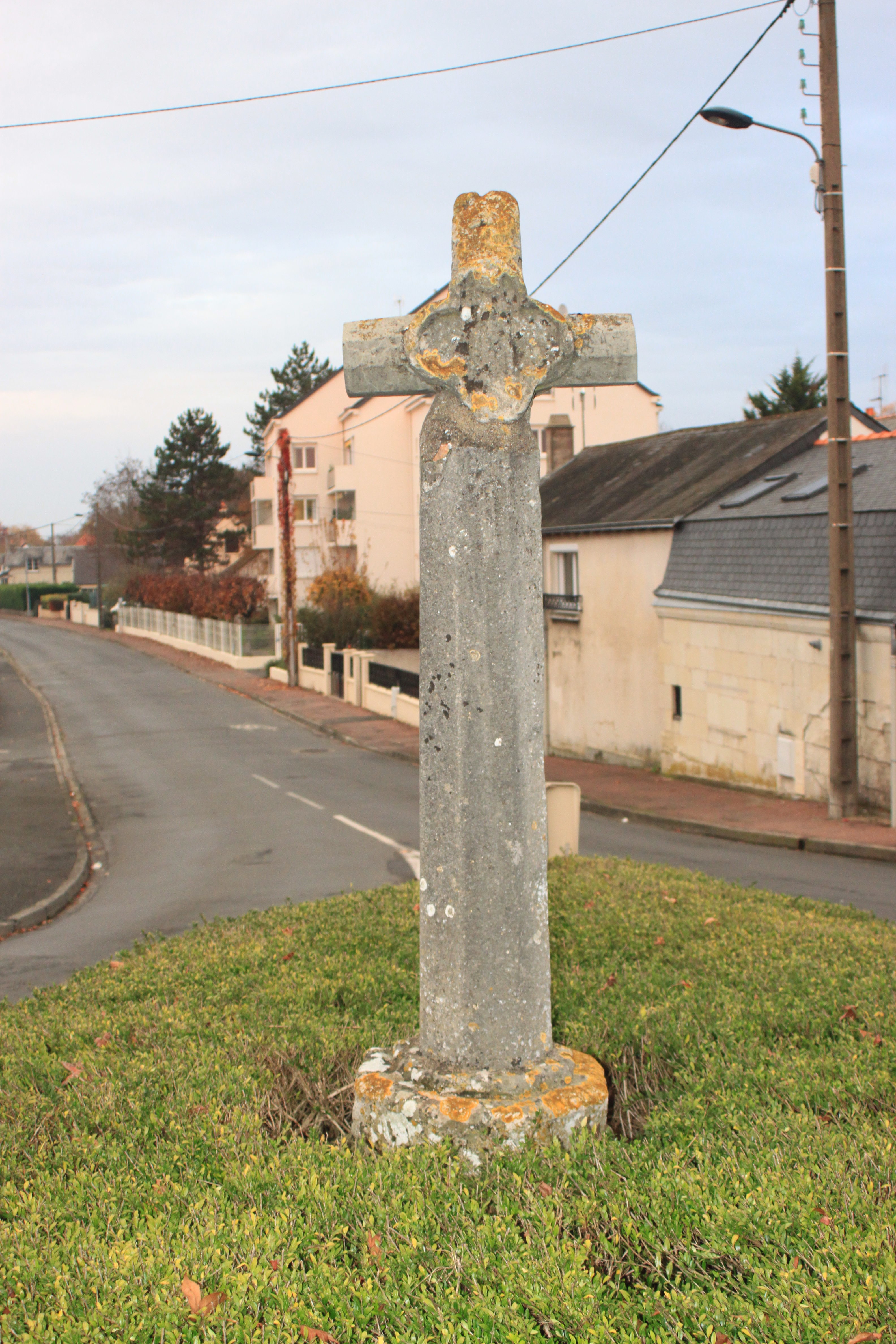
Wegkruis aan de Rue Bouju

Bagneux · Dampierre-sur-Loire · Saint-Hilaire-Saint-Florent · Saint-Lambert-des-Levées · Saumur